# Gardner Dozois
Gardner Raymond Dozois (Salem, Massachusetts; 23 de julio de 1947-Filadelfia, Pensilvania; 27 de mayo de 2018) fue un escritor y editor de ciencia ficción estadounidense. Estuvo involucrado en la ciencia ficción durante más de 50 años, y es considerado uno de los editores más influyentes de la era moderna en el campo. Entre sus numerosas antologías destaca la colección anual The Year's Best Science Fiction (1984-presente). También destacó por su labor al frente de la redacción de la revista Asimov's Science Fiction entre 1985 y 2004. A lo largo de su dilatada carrera recibió 16 premios Hugo, 37 premios Locus y 2 premios Nébula. En 2011 fue seleccionado para ingresar en el Salón de la Fama de la Ciencia Ficción.

## Biografía
Dozois nació el 23 de julio de 1947 en Salem, Massachusetts (Estados Unidos). Se graduó en 1965 en el instituto de su localidad natal. Sirvió en el ejército de los Estados Unidos entre 1966 y 1969 realizando tareas de periodista. Tras licenciarse, se trasladó a Nueva York para comenzar su carrera como editor de ciencia ficción.
En 1970 se trasladó a Filadelfia tras conocer a Susan Casper, con la que más tarde contraería matrimonio. Ambos fijarían su residencia en esta ciudad por el resto de sus vidas, primero en el barrio de Society Hill y más tarde en Fairmount.
Dozois sufrió un grave accidente de taxi en 2004 volviendo de un partido de los Philadelphia Phillies, del que se recuperó completamente. En 2007 se le tuvo que realizar un quíntuple baipás coronario, y posteriormente debido a complicaciones implantar un desfibrilador.
En febrero de 2017 falleció su esposa Susan.
Falleció el 27 de mayo de 2018 a los 70 años a causa de una infección sistémica mientras se encontraba hospitalizado.

## Carrera literaria

### Como escritor
Su primera historia publicada fue "The Empty Man", que apareció en el número de septiembre de 1966 de la revista If. Las siguientes cuatro aparecerían en 1970, tres de ellas en las antologías Orbit de Damon Knight. "A Dream at Noonday" (publicada en Orbit 7) fue finalista al premio Nébula al mejor relato corto de 1970 (premio que quedaría desierto), lo mismo que "Horse of Air" (en Orbit 8) en la edición de 1971. Su relato "A Special Kind of Morning" fue seleccionado por Robert Silverberg para su antología New Dimensions 1 (1971), y le consiguió su primera nominación a un premio Hugo además de la del Nébula. Su relato en Orbit 10 (1972) "A Kingdom by the Sea" volvería a ser finalista de ambos premios, lo mismo que la novela corta "Chains of the Sea" que Silverberg seleccionó para su antología de 1973 del mismo nombre. Estas y otras obras de ficción breve iniciales las recopilaría posteriormente en su colección The Visible Man (1977). Silverberg volvería a seleccionar una obra suya para New Dimensions IV (1974), en concreto la novela corta Strangers, que sería finalista del premio Hugo a la mejor novela corta del año siguiente.
Su primera novela publicada fue Nightmare Blue (1975), que escribió en colaboración con George Alec Effinger. En 1978 publicó una ampliación de Strangers como novela, en la que es su única obra de esta longitud escrita en solitario. Strangers fue finalista en el premio Nébula a la mejor novela de dicho año.
A comienzos de la década de 1980 siguió publicando ficción corta, frecuentemente con colaboraciones con otros autores. Es en esta época cuando su obra literaria obtuvo el mayor reconocimiento con sendos premios Nébula al mejor relato corto logrados por "The Peacemaker" (1983) y "Morning Child" (1984). El primero conseguiría además ser finalista en la misma categoría de los premios Hugo de 1984 y segundo en la de los premios Locus. Parte de esta obra breve la recopilaría en la colección Slow Dancing Through Time (1990), mientras que sus obras más destacadas junto con otras de su primera época serían incluidas en Geodesic Dreams: The Best Short Fiction of Gardner Dozois (1992).
Su carrera como escritor se resintió a medida que aumentaban sus obligaciones como editor. Publicó apenas una docena de cuentos en las décadas de 1990 y 2000. En 2007 publicó junto con George R. R. Martin y Daniel Abraham la que sería a la postre su tercera y última novela: Hunter's Run. Esta novela de ciencia ficción fue inicialmente un relato concebido por Dozois en 1976 y continuado posteriormente por Martin. Tras permanecer abandonado durante 20 años, y gracias a la colaboración de Abraham en 2002, finalmente vio la luz como la novela corta Shadow Twin (2004), que más tarde el propio Dozois se encargaría de ampliar hasta la novela definitiva de 2007.
Dozois también escribió algunas obras de no ficción. La introducción que escribió para la colección de cuentos de James Tiptree, Jr. 10,000 Light Years from Home (1976) fue publicada en 1977 como una obra independiente bajo el título de The Fiction of James Tiptree, Jr.. También participó en la elaboración de la antología de ensayos Writing Science Fiction and Fantasy: Twenty Dynamic Essays by Today's Top Professionals (1991) junto con Tina Lee, Stanley Schmidt, Ian Randal Strock y Sheila Williams.

### Como editor
Dozois se inició en el mundo de la edición durante la década de 1970, trabajando primero como asistente entre 1970 y 1973 en varias revistas de ciencia ficción como Galaxy, If, Worlds of Fantasy y World of Tomorrow. En 1972 editó su primera antología titulada A Day in the Life: A Science Fiction Anthology. A esta seguirían Future Power: A Science Fiction Anthology (1976) —la primera en colaboración con Jack Dann y que quedó tercera en el premio Locus a la mejor antología de 1977— y Another World: Adventures in Othernes (1977). En 1976, ayudó a fundar la revista Isaac Asimov's SF Magazine (más tarde Asimov's Science Fiction) en la que trabajó como editor asociado hasta 1978. En 1977 tomó el relevo a Lester del Rey como editor de la colección anual Best Science Fiction Stories of the Year, labor que realizaría hasta el fin de la misma en 1981. En 1984 fundó su propia colección antológica anual The Year's Best Science Fiction que no solo recopilaba la mejor ficción breve de cada año sino que también contenía información acerca de los hechos relacionados con la ciencia ficción y la fantasía de ese mismo periodo. La colección se prolongó de 1984 a 2018 con un total de 35 volúmenes publicados, la serie más larga de este tipo de antologías.
En 1980 Dann y Dozois editaron conjuntamente la antología temática Aliens! para Ace Books. A esta seguirían otras como Unicorns! (1982), Magicats! (1984) o Mermaids! (1985) en lo que se convertiría en una serie de antologías temáticas consistente en más de una treintena de títulos. Originalmente la serie fue conocida como Magic Tales —ya que cada libro giraba alrededor de un ser o bestia mágica— o The Exclamatory series —por su uso del signo de exclamación en los títulos—. Más tarde, con la introducción en la serie de antologías de ciencia ficción como Hackers (1995), Clones (1998), Nanotech (1998), A.I.s (2004) y Robots (2005), esta empezó a conocerse simplemente como "la serie de antologías Ace". La última colaboración entre ambos fue la antología The Dragon Book (2009). Dozois también ha colaborado con otros antólogos como Mike Resnick, George R. R. Martin (Songs of the Dying Earth, la serie Warriors, Dangerous Women, Old Mars, Rogues, Old Venus) o Jonathan Strahan (The New Space Opera, The New Space Opera 2).
Dozois volvió a la revista Asimov's Science Fiction en 1984, reemplazando como editor jefe a Shawna McCarthy a partir del número de enero de 1986. Continuó apostando por autores como Robert Reed, Jonathan Lethem, Greg Egan, Judith Moffett, Terry Bisson, Kristine Kathryn Rusch, Mike Resnick, Allen Steele, Joe Haldeman, Charles Stross, Cory Doctorow, Geoffrey A. Landis y Neal Barrett, Jr.. También empezó a publicar serializaciones de novelas en la revista, la primera de ellas Conde Cero de William Gibson en 1986, a la que siguieron dos novelas de Michael Swanwick y un guion de Harlan Ellison basado en Yo, robot. Asimov's fue considerada la revista de ciencia ficción más importante de esa época y Dozois recibió por su labor al frente de la misma el premio Hugo al mejor editor profesional la inédita cifra de 15 veces en los 17 años comprendidos entre 1988 y 2004. Como responsable de Asimov's también se encargó de editar una serie de antologías basadas en las historias publicadas en la revista, como The Best of Isaac Asimov's Science Fiction Magazine (1988), Transcendental Tales from Isaac Asimov's Science Fiction Magazine (1989) o Time Travelers: From Isaac Asimov's Science Fiction Magazine (1989). Muchas de ellas las realizaría con la colaboración de Sheila Williams. En diciembre de 2004 Dozois se retiró de la dirección de Asimov's dejando su puesto a Williams.
Otras antologías notables son The Good Old Stuff: Adventure Sf in the Grand Tradition (1998) y The Good New Stuff: Adventure Sf in the Grand Tradition (1999), más tarde recopiladas en un único volumen titulado The Good Stuff (1999). En ellas Dozois recopiló relatos de ciencia ficción de aventuras y space opera, subgéneros que él consideraba el "núcleo de la ciencia ficción". El primer volumen reúne historias desde 1948 a 1971, y el segundo de 1977 a 1998.
Su labor como editor es de las más importantes de su época, tanto cuantitativa como cualitativamente. Editó en total más de 150 antologías, y publicó en ellas la ficción corta más significativa de entonces.

## Obras

### Obra propia
Novelas
- Nightmare Blue (1975) con George Alec Effinger
- Strangers (1978)
- Hunter's Run (2007) con George R. R. Martin y Daniel Abraham

Colecciones
- The Visible Man (1977)
- Slow Dancing Through Time (1990)
- Geodesic Dreams: The Best Short Fiction of Gardner Dozois (1992)
- Strange Days: Fabulous Journeys with Gardner Dozois (2001)
- Morning Child and Other Stories (2004)
- When the Great Days Come (2011)

No ficción
- The Fiction of James Tiptree, Jr. (1977)
- Writing Science Fiction and Fantasy (1991), con Ian Randal Strock, Tina Lee, Stanley Schmidt y Sheila Williams

### Antologías
- A Day in the Life (1972)
- Future Power (1976) con Jack Dann
- Another World: Adventures in Otherness (1977)
- KatSF (1987) con Jack Dann
- Ripper! (1988) con Susan Casper
- The Best of Isaac Asimov's Science Fiction Magazine (1988)
- Transcendental Tales from Isaac Asimov's Science Fiction Magazine (1989)
- Time Travelers from Isaac Asimov's Science Fiction Magazine (1989)
- The Legend Book of Science Fiction (1991), también bajo el título Modern Classics of Science Fiction (1992)
- Modern Classic Short Novels of Science Fiction (1994), también bajo el título Mammoth Book of Contemporary SF Masters: 13 Short Novels (Mammoth) (1994)
- Killing Me Softly: Erotic Tales of Unearthly Love (1995)
- Hackers (1996) con Jack Dann
- Millemondi Inverno 1996 (1996)
- Dying For It (1997)
- Modern Classics of Fantasy (1997)
- Roads Not Taken: Tales of Alternate History (1998) con Stanley Schmidt
- Future War (1999) con Jack Dann
- Armageddons (1999) con Jack Dann
- The Furthest Horizon: SF Adventures to the Far Future (2000), también bajo el título The Furthest Horizon (2000)
- Aliens Among Us (2000) con Jack Dann
- Explorers: SF Adventures to Far Horizons (2000)
- Genometry (2001) con Jack Dann
- Space Soldiers (2001) con Jack Dann
- Worldmakers: SF Adventures in Terraforming (2001)
- Future Sports (2002) con Jack Dann
- Beyond Flesh (2002) con Jack Dann
- Supermen (2002)
- Future Crimes (2003) con Jack Dann
- The Best of Asimov's Science Fiction Magazine 2002 (2003) con Sheila Williams
- A.I.s (2004) con Jack Dann
- One Million A.D. (2005)
- Galileo's Children: Tales Of Science vs. Superstition (2005)
- Robots (2005) con Jack Dann
- Beyond Singularity (2005) con Jack Dann
- Escape from Earth: New Adventures in Space (2006) con Jack Dann
- Futures Past (2006) con Jack Dann
- Dangerous Games (2007) con Jack Dann
- Wizards: Magical Tales from the Masters of Modern Fantasy (2007) con Jack Dann, también bajo el título Dark Alchemy: Magical Tales from Masters of Modern Fantasy (2007)
- Galactic Empires (2008)
- Songs of the Dying Earth: Stories in Honor of Jack Vance (2009) con George R. R. Martin
- Il meglio della SF / II. L'Olimpo dei classici moderni (2009)
- The Dragon Book (2009) con Jack Dann
- Songs of Love and Death: All-Original Tales of Star-Crossed Love (2010) con George R. R. Martin
- Down These Strange Streets (2011) con George R. R. Martin
- Multiverse: Exploring Poul Anderson's Worlds (2012) con Greg Bear
- Songs of Love and Darkness (2012) con George R. R. Martin

## Premios y honores
Dozois tiene a su haber el récord de poseer quince premios Hugo al mejor editor profesional y 37 premios Locus en diversas categorías, entre ellas 16 al mejor editor. Su ficción ha sido nominada 11 veces a los premios Nébula (incluyendo en una ocasión en la categoría de mejor novela), de las que ha conseguido alzarse con la victoria dos veces con The Peacemaker en 1983 y Morning Child en 1984. También ha sido finalista en las categorías de ficción de los premios Hugo en 5 ocasiones sin haber logrado ninguna victoria. Ha ganado además el premio Sidewise de 2006 con su relato corto "Counterfactual".
Dozois fue invitado de honor en la 59ª Convención mundial de ciencia ficción celebrada en Filadelfia en 2001.
En 2011 Dozois fue seleccionado para ingresar en el Salón de la Fama de la Ciencia Ficción. En 2016 recibió el premio Skylark y en 2018 la Asociación de escritores de ciencia ficción y fantasía de Estados Unidos (SFWA) le otorgó el premio Solsticio Kate Wilhelm por "sus trabajos y contribuciones a la ciencia ficción".

### Palmarés como escritor
| Año  | Obra                           | Premio                                | Resultado | Notas                                              |
| ---- | ------------------------------ | ------------------------------------- | --------- | -------------------------------------------------- |
| 1970 | A Dream at Noonday             | Premio Nébula al mejor relato corto   | Nominada  |                                                    |
| 1971 | Horse of Air                   | Premio Nébula al mejor relato corto   | Nominada  |                                                    |
| 1971 | A Special Kind of Morning      | Premio Nébula al mejor relato         | Nominada  |                                                    |
| 1972 | A Special Kind of Morning      | Premio Hugo a la mejor novela corta   | Nominada  | Ese año no se celebró la categoría de mejor relato |
| 1972 | A Kingdom by the Sea           | Premio Nébula al mejor relato         | Nominada  |                                                    |
| 1973 | A Kingdom by the Sea           | Premio Hugo al mejor relato           | Nominada  |                                                    |
| 1973 | Chains of the Sea              | Premio Nébula a la mejor novela corta | Nominada  |                                                    |
| 1974 | Chains of the Sea              | Premio Hugo a la mejor novela corta   | Nominada  |                                                    |
| 1975 | Strangers (novela corta)       | Premio Hugo a la mejor novela corta   | Nominada  |                                                    |
| 1978 | Strangers (novela)             | Premio Nébula a la mejor novela       | Nominada  |                                                    |
| 1981 | Disciples                      | Premio Nébula al mejor relato corto   | Nominada  |                                                    |
| 1983 | The Peacemaker                 | Premio Nébula al mejor relato corto   | Ganadora  |                                                    |
| 1984 | The Peacemaker                 | Premio Hugo al mejor relato corto     | Nominada  |                                                    |
| 1984 | The Peacemaker                 | Premio Locus al mejor relato corto    | 2º puesto |                                                    |
| 1984 | Morning Child                  | Premio Nébula al mejor relato corto   | Ganadora  |                                                    |
| 1985 | The Gods of Mars               | Premio Nébula al mejor relato corto   | Nominada  | Escrita con Jack Dann y Michael Swanwick           |
| 2000 | A Knight of Ghosts and Shadows | Premio Nébula al mejor relato         | Nominada  |                                                    |
| 2006 | Counterfactual                 | premio Sidewise (formato corto)       | Ganadora  |                                                    |